# Tingatinga-Malerei

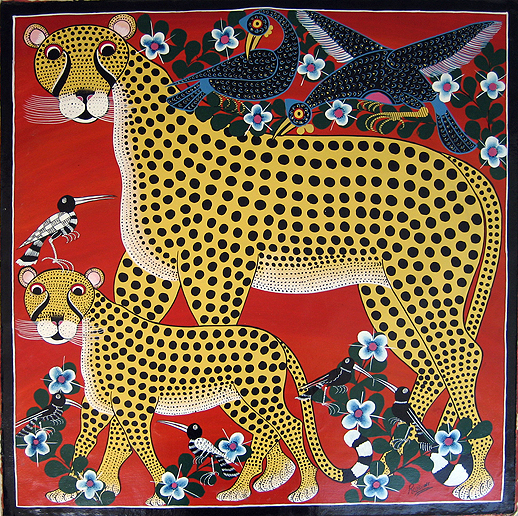
Beispiel eines Bildes im Tingatingastil

Tingatinga ist die Bezeichnung einer in den 1960er Jahren in Tansania entstandenen und nach ihrem Begründer, Edward Saidi Tingatinga (1932–1972), benannten Kunstform der Malerei.

## Geschichte
In den 1960er Jahren begann Tingatinga als Arbeitsloser damit, mit Fahrradlack Tiere, Pflanzen und Dorfszenen auf quadratische Pressplatten zu malen. Das für die Anfangsjahre typische quadratische Format ergab sich aus der Absicht, die handelsüblichen Größen der Pressplatten voll auszunutzen. Verwandte und Freunde griffen die Kunstform auf, übernahmen seine Elemente und ließen neue Entwicklungen einfließen. Sie sorgten dafür, dass sich die Tingatinga-Malerei nach dem plötzlichen Tod ihres Begründers – er wurde 1972 versehentlich von einer Polizeistreife erschossen – zu einem neuen tansanischen Stil entwickelte.
Skandinavische Entwicklungshelfer wurden Ende der 1960er/Anfang der 1970er Jahre auf die Werke Tingatingas aufmerksam und organisierten während einer 1971 in Daressalam erstmals stattfindenden internationalen Handelsmesse in Zusammenarbeit mit den zuständigen Behörden (National Development Corp., National Arts Company) eine umfangreiche Werkschau Tingatingas, die der Kunstform zum Durchbruch und dem Künstler zu einem gewissen Einkommen verhalf. Tingatinga schloss mit der National Development Corporation einen Vertrag mit der Verpflichtung, jede Woche Bilder zu einem fixen Betrag zu liefern, der deutlich über dem damaligen Marktpreis lag. Die manchmal auch als „Quadrat- oder Lackmalerei“ bezeichneten Bilder Tingatingas wurden mit der Zeit auch bei ausländischen Käufern beliebt und erzielten immer höhere Preise.

## Einzelne Künstler
Nach den ersten einträglichen Verkaufserfolgen meldeten sich erste Schüler bei Tingatinga an. Das waren zunächst sein jüngerer Bruder Simon Mpata, sein Cousin Kasper Henrick Tedo und der Sohn eines Cousins, Ajaba Abdallah, die als nahe Verwandte ebenfalls zur ethnischen Gruppe der Makua gehörten. Bald schlossen sich January John Linda und Adeusi Mandu Matambwe von der Ethnie der Makonde an, der auch Tingatingas Frau Agatha angehörte. Diese fünf ersten Schüler bildeten die erste Generation der Tingatinga-Maler. Dazu kam als einziger weiterer Schüler, den Tingatinga noch aufnahm, Omari Amonde.
Nach Tingatingas Tod 1972 entschied die Gruppe, weitere Maler als Schüler aufzunehmen. Die Künstler der ersten Maler-Generation wurden daraufhin zu Lehrmeistern der zweiten Generation. Simon Mpata, der mit der Erweiterung der Gruppe nicht einverstanden war, verließ Daressalam und zog nach Nairobi, Kenia.
Diese zweite Maler-Generation entschied sich, als Gruppe zu arbeiten und aufzutreten. Sie trafen sich täglich unter dem Baobab-Baum in der Nähe der Morogoro Stores zum Malen und Verkaufen der Werke, was ihnen größere Aufmerksamkeit sicherte. Initiiert von Salum Mussa („Mzee Lumumba“), ebenfalls ein Verwandter Tingatingas, entstand 1977 die offizielle „Tingatinga Partnership“. Ihr gehörten als Mitglieder an:
1. Salum Mussa („Mzee Lumumba“)
2. Hashimu Mruta
3. Omari Amonde
4. Saidi Mohamed Chilamboni
5. Zaburi (Z.) Chimwanda
6. Hassani Kamale
7. Mwidadi Awazi (Mrutas jüngerer Bruder)
8. Rajabu Chiwaya
9. Abdul Mkura (Amondes Bruder)
10. Adeusi Mandu
11. Sky Issa
12. John Kainne
13. Rashid Milanzi
14. Abbas Wasia Mchisa
15. Japhary Nasombe
16. Philipo Milanzi

Zur zweiten Generation der Tingatinga-Maler zählen außerdem Omary Adam, Jaffari Aussi, Damian Msagula und Mohamed Wasia Charinda, Abbas Wasia Mchisas jüngerer Bruder.
Nach der Gründung der „Partnership“ wuchs die Gruppe beständig – 1979 waren es bereits 42 Mitglieder. Einige Künstler verließen die Gruppe, um unabhängig zu arbeiten (Msagula, Jaffary, David Mzuguno) oder eigenständige neue Gruppen zu bilden. Die wichtigsten Gruppen existieren heute noch im Village Museum und im Slipway in Daressalam sowie später eine weitere in Bagamoyo.
Nach dem Ende des Sozialismus in Tansania konnte 1990 schließlich die „Tingatinga Arts Cooperative Society (TACS) Ltd.“ gegründet werden. Im Jahr 2017 gehörten ihr 63 offizielle Mitglieder an. Unter dem gemeinsamen Dach des 1996 von der Schweizer NGO Helvetas errichteten Workshop-Gebäudes arbeiten außerdem mehrere Verwandte und Schüler der Mitglieder, inzwischen auch außerhalb in einem eigens überdachten Bereich, da der Innenraum für die ca. 100 Maler zu eng geworden war. Die zweite Generation wurde so Lehrmeister der dritten.
Zu den wichtigsten und seither erfolgreichsten Vertretern der TACS gehören:
- Daudi Tingatinga (1966–2015), der einzige Sohn Tingatingas
- Mohamed Charinda (1947–2021)[2]
- Abdul Mkura (* 1954)
- Mbwana Sudi (1961–2014)
- Stephen Mkumba (* 1963)
- Abdallah Saidi Chilamboni (* 1969)
- Agnes Mwidadi Mpata (* 1968)
- Saidi Omary (1979–2017)
- Mwamedi Chiwaya (* 1979)

Neben den in Gruppen organisierten Künstlern gibt es eine große Zahl von freien Malern, die in den Straßen von Daressalam, speziell an der Stichstraße zur TACS, sowie in den Touristenzentren des Landes und auf Sansibar, ihre Werke zu verkaufen suchen. Die Qualität der Bilder variiert stark.
Ein bekannter Tingatinga-Künstler, der aus der Schule im Village Museum hervorging, ist John Kilaka (* 1966). Er wurde vor allem durch seine phantasievoll illustrierten Bilderbücher bekannt.

## Charakteristik
Die Tingatinga-Malerei setzt sich mit Formen auseinander, die der ostafrikanische Kulturraum über Jahrhunderte herausgebildet hat. Motivisch verarbeitet sie Alltagsszenen ebenso wie Rituelles und behandelt Themenkreise, die für das heutige Tansania von Bedeutung sind. Einen wichtigen Platz nehmen Magie und Zauberei als kulturelle Phänomene ein, die in der tansanischen Alltagsrealität verwurzelt und präsent sind.
Noch häufiger finden sich Tierdarstellungen – nicht selten in ruhigen Szenen – die in tansanische oder imaginäre Landschaften eingebettet sind. Manchmal lassen sich Tiere in ihrer Versunkenheit sowohl realen als auch symbolischen Lebensbereichen zuordnen. Die Gesichtspartien der dargestellten Tiere erinnern oft an die Formensprache der traditionellen Masken. Sie binden die Malerei damit in eine lange bestehende kulturelle Tradition ein.
Bestimmte Motive tauchen seit den Anfängen der Tingatinga-Malerei immer wieder auf. Viele Bilder sind von einer eindrücklichen Schlichtheit geprägt, ohne dabei ins „Naive“ abzugleiten: „zu individuell ist ihre Farbgebung, zu schwungvoll sind ihre Kompositionsschemata, zu markant und rhythmisch ihre Linienführung.“ Von allen bekannten Motiven von Edward Saidi Tingatinga wurden später Fälschungen erstellt und in den Kunsthandel gebracht.

## Technik

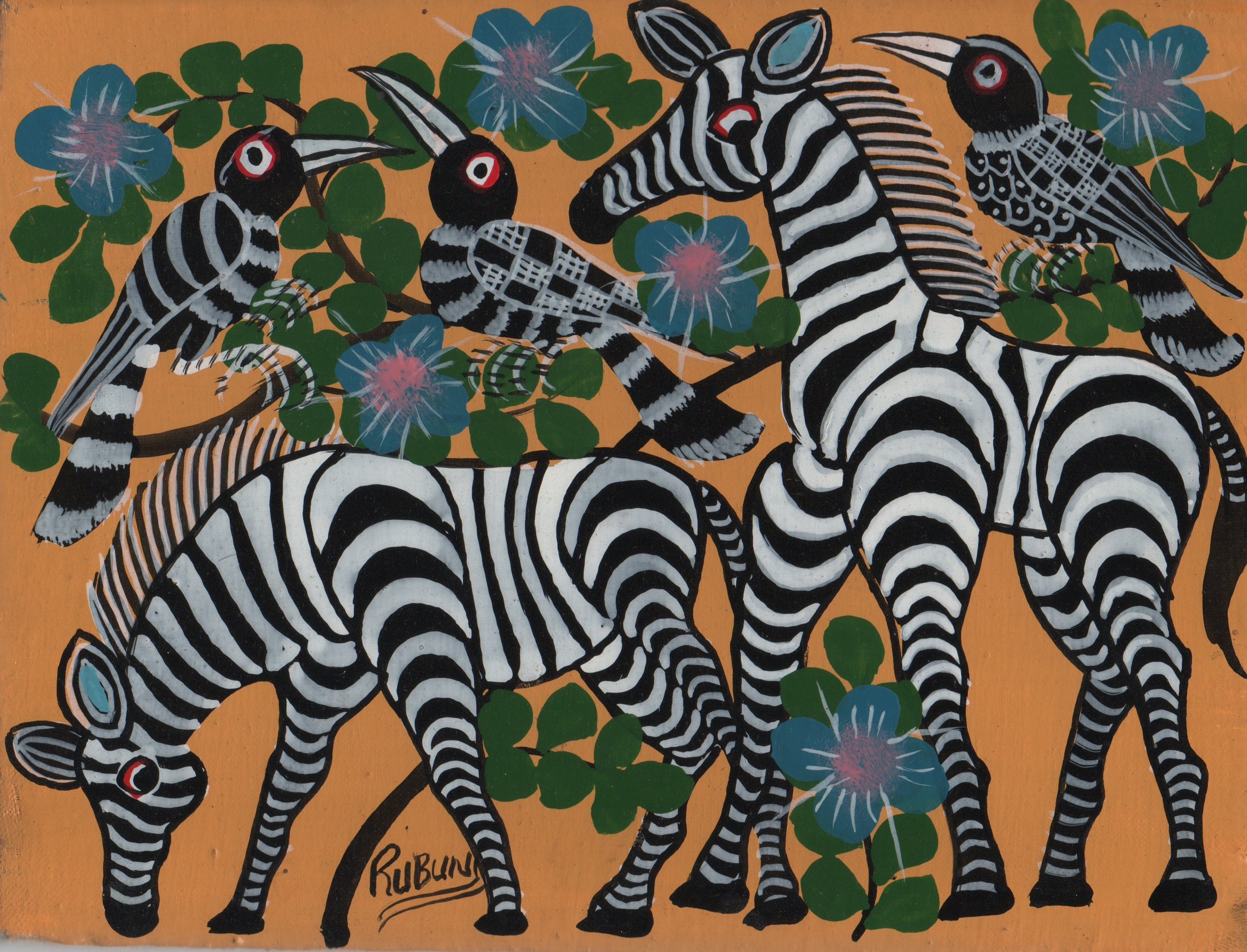
Punda Milia Baba na Mama, Rubuni Rashidi Said, ca. 2021, Öl auf Leinwand

Edward Saidi Tingatinga verwendete einfache Materialien. Als Träger dienten 3-mm-Hartfaserplatten vom Bau (4 Fuß × 8 Fuß), die er in quadratische Platten von 2 Fuß Kantenlänge zerschnitt („Quadratmalerei“). Auf die glatte Seite malte er mit groben flachen Pinseln den Hintergrund, meist einfarbig, manchmal den oberen Teil etwas heller als den unteren. Das Motiv zeichnete er mit feineren runden Pinseln vor und füllte die Flächen mit etwas gröberen runden Pinseln aus. Sehr feine Pinsel für Details waren nur selten erhältlich (z. B. für den Schulbedarf), manchmal behalf er sich deshalb mit Q-tips.
Als Farbe verwendete Tingatinga anfänglich Fahrradlack, der leicht erhältlich war, später Lackfarbe auf Ölbasis, ebenfalls im Baumarkt in 1/2-l-Büchsen in vielen Farben erhältlich und mit Lackverdünner, Petroleum oder sogar Kerosin verdünn- und abwaschbar. Die Farbe trocknet langsam, weshalb zwischen den Arbeitsschritten immer eine lange Trockenzeit nötig ist. Am Ende hat das Bild den Glanz und die Leuchtkraft, die für den Tingatinga-Stil charakteristisch sind.
Zum Schluss wurde von der Rückseite her ein schmaler Holzrahmen aufgenagelt. Der Rahmen wurde farbig bemalt, die zum Bild zeigende Innenseite in einer anderen Farbe als Außen- und Vorderseite, wodurch ein leicht dreidimensionaler Effekt erzielt wurde.
Erst im Jahr 1989 wurden die Hartfaserplatten auf Charindas Initiative durch Stoff ersetzt, der auf einen einfachen Holzrahmen aufgespannt wird, was neue Formate ermöglichte. Zudem konnten die Bilder nun aus dem Rahmen genommen und zum Transport gerollt werden. Da die Kunden hauptsächlich Touristen und Expatriates waren und sind, war das sehr praktisch. Die frühen Stoffe waren allerdings oft sehr dünn, sodass die dicken Malschichten manchmal brachen, vor allem in der europäischen Kälte. Seit einigen Jahren kauft die Kooperative für alle Maler stabilere Leinwände auf dem Markt, ebenso die Farben und Pinsel. Wirklich gute Pinsel sind jedoch nach wie vor ein begehrtes Mitbringsel aus Europa.
Da der früher zusätzlich aufgenagelte Holzrahmen wegfiel, ersetzten ihn die Künstler zunächst viele Jahre durch einen aufgemalten schwarzen Rahmen, der oft ergänzend einen dünneren weißen umrahmte – ein Merkmal der Tingatinga-Bilder bis ca. 2010. Seither verschwindet dieser Rahmen wieder.
Tingatinga-Maler verwenden keine Staffeleien. Sie stützen das obere Ende des Bildes auf ein kleines Pult, das untere liegt auf den Oberschenkeln.

## Aktuelle Situation
Die aktuelle Diskussion um Tingatinga-Kunst bzw. Tingatinga-Kunsthandwerk betrifft verschiedene Aspekte. Beachtliche Meinungsverschiedenheiten gibt es bereits um den Namen dieser Kunstrichtung. Zeitweilige Bemühungen des Managements der Kooperative, den Namen „Tinga Tinga“ zu etablieren, wurden wieder aufgegeben. Der Name „Tinga Tinga“ hat tatsächlich noch nie eine ernsthafte Rolle in der internationalen Kunst-Szene gespielt. Die einzige korrekte Bezeichnung ist der Begriff Tingatinga (Kunst, Gemälde und so weiter), der einen Tribut an den Gründer dieser ostafrikanischen Kunstrichtung, Edward Saidi Tingatinga, darstellt.
Immer wieder gibt es Diskussionen, ob Tingatinga-Malereien als Kunst oder Kunsthandwerk oder einfach als Airport Art anzusehen sind, massenhaft produziert für Touristen. Tine Thorup geht in der Einleitung zum Ausstellungskatalog Kitsch or Quality dieser Frage nach.

## Tingatinga und traditionelle Wandmalereien
Manche Forscher stellten die Frage, ob die Tingatinga-Kunst tatsächlich ihre Wurzeln in den traditionellen Wandmalereien hat, die man auf den Hütten um den Ort sah, in dem Edward Tingatinga geboren wurde. Viele Wandmalereien wurden von Daniel Augusta bezeugt, der im Jahr 2009 das Dorf Ngapa besuchte, wo die Familie des Vaters von Edward Tingatinga immer noch lebt. Die gleichen Feststellungen wurden auch durch andere Forschungsreisende gemacht: über die erste bekannte und dokumentierte Begegnung mit den Wandmalereien im Jahr 1906 in Südtansania schrieb Karl Weule in seinem Buch „Negerleben in Ostafrika“. Weitere Fotodokumentationen der Wandmalereien stammen von dem Ethnologen und Fotografen Jesper Kirknaes. Auch Kenji Shiraishi, ein Kunst-Kurator aus Japan, reiste bis nach Südtansania und besuchte die dortigen Dörfer von Edward Tingatinga. Obwohl die reiche Tradition der Makua-Wandmalereien bekannt ist, wird die Tingatinga-Kunst der Öffentlichkeit als eine künstlerische Form ohne historische Wurzeln präsentiert. Berit Sahlströms Artikel „Tingatinga and his followers“ zum Beispiel sucht die Aufklärung des Tingatinga-Stils in komparativer Verbindung mit der modernen südostafrikanischen Kunst (wie z. B. Malangatana, Idasse, Jose Craverinha und John Muafangejo). Yves Goscinny sucht die Wurzeln der Tingatinga-Kunst in der Begegnung zwischen Edward Tingatinga und den in Daressalam verkauften kongolesischen Malereien („Art in Tanzania 2010“: „auf der Suche nach den Arbeitsgelegenheiten bemerkte Tingatinga viele Malereien aus dem Kongo, die in den Läden in der Stadt verkauft wurden und entschied sich, sein Glück zu versuchen“). Die Originalquelle ist wahrscheinlich Merit Teisen („Um zu überleben, kam der verzweifelte E.S. Tingatinga auf die Idee, Malereien zum Verkaufen herzustellen“). In ihrem im Jahr 1984 veröffentlichten Artikel behauptet sie auch, dass Edward Tingatinga zwei Hauswände gegen Bezahlung dekoriert habe, bevor er auf den kleinen Platten zu malen begann. Ökonomische Gründe allein können jedoch die Tradition der Dekoration von Hauswänden innerhalb derselben Gemeinde in Daressalam nicht erklären, wie sie durch Jesper Kirknaes dokumentiert und fotografiert wurde. Diese Gemeinde bestand in erster Linie aus Immigranten, die den Ethnien der Makonde und Makua angehörten und die ihre Tradition in Tansanias Geschäftshauptstadt mitgebracht haben. Im Jahr 2010 interviewte Tine Thorup Omari Amonde, einen Schüler von Edward Tingatinga. Er bestätigte, dass Tingatinga bereits als junger Bursche (etwa 12 Jahre alt) auf Hüttenwände malte.

## Tingatinga und George Lilanga
In dem japanischen Buch Lilanga’s Cosmos, Africa Hoy, S. 7, fragte der Kurator Kenji Shiraiji den Künstler George Lilanga, warum dieser im Tingatinga-Stil zu malen begonnen habe. Lilanga antwortete: „Es war ausschließlich meine Idee, diesen Stil aufzugreifen. Niemand hat mir vorgeschlagen, dass ich es machen sollte. Im Tingatinga-Stil benutze ich Emaillefarben auf harten Platten. Solche Platten sind wunderbar, um frische Farben zu erzielen.“
Tingatingas und Lilangas Arbeiten haben manche Ähnlichkeiten und sind miteinander verbunden. Obwohl Lilanga kein Tingatinga-Künstler ist, war er von den Tingatinga-Malern umgeben und wurde durch die Tingatinga-Techniken inspiriert: Emaillefarben und Quadratmalereien. Diese Technik wurde schon im Jahr 1968 durch die Tingatinga-Maler benutzt, aber Lilanga begann erst im Jahr 1974 zu malen (Kamphausen, George Lilanga). Der italienische Kurator Cesare Pipi schreibt in seinem Buch George Lilanga – Colours of Africa: „George Lilanga bewegte sich in den künstlerischen Kreisen der Tingatinga-Schule.“ Es sind aber nicht nur das Tingatinga-Material und die Tingatinga-Techniken, die George Lilanga benutzte. Er benutzte die gleichen grellen und glänzenden Farben wie Tingatinga-Maler.
Lilanga lieh sich von Tingatinga Farben mit einem außerordentlichen farbigen Potential aus, die den schon hohen Vitalitätsgrad in den Bildern noch erhöhten. Ohne Tingatinga würde es keinen Lilanga geben, da Lilanga das Material, Techniken, Farben und Kompositionen benutzte, durch die der Tingatinga-Stil bekannt wurde. Im Buch Tingatinga, Kitsch or Quality behauptet die Autorin Tine Thorup: „Als er [George Lilanga] auf die Kunstwerke der Tingatinga-Schule traf, hatte dieses einen starken Einfluss auf sein künstlerisches Tun. George Lilanga wusste nicht, wie man mit Tingatinga-Technik malen soll, er war nicht fähig, die Farben und Pinsel zu behandeln; er war ein Makonde-Schnitzer. Die Malereien wurden für ihn durch Noel Kapanda und später durch Mchimbi Halfani gemalt.“
George Lilangas Kunstwerke wurden bei vielen Gelegenheiten zusammen mit den Tingatinga-Kunstwerken ausgestellt – eine der letzten Ausstellungen gab es in der Stadtgalerie in Ahlen. Dabei wurden auch Kunstwerke von Noel Kapanda ausgestellt, die mit George Lilangas Namen unterzeichnet waren, was in der Legende unter den Bildern unterstrichen wurde. George Lilanga reiste mit Noel Kapanda, dem Tingatinga-Maler, bei mehreren Gelegenheiten nach Japan und erlebte dort Ausstellungen. Organisator war Kenji Shiraishi, Autor des Buchs Tingatinga und Lilanga (The Museum of Art, Kochi, Japan, 2004).